# Estado de emergencia climática

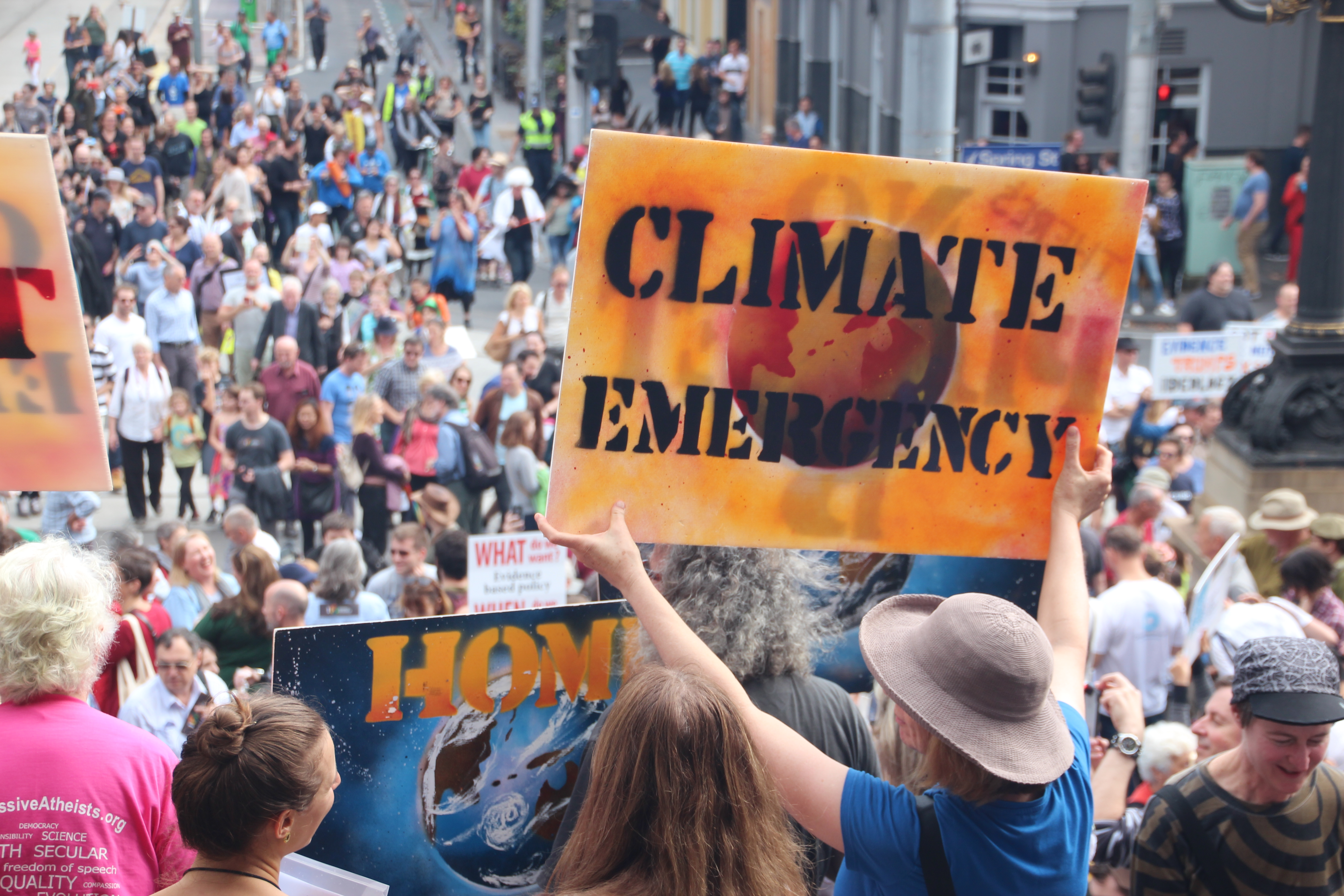

El «estado de emergencia climática» o «emergencia climática» es una medida adoptada por diversas entidades, ciudades y universidades como respuesta a la crisis climática. Se trata de una de las medidas que proponen varios activistas medioambientales y grupos como Amigos de la Tierra, Ecologistas en Acción, Juventud por el clima, Extinction Rebellion, Seo Birdlife, WWF España, Unión Sindical Obrera o Greenpeace. Las declaraciones han sido bien recibidas por Greta Thunberg.
El «estado de emergencia climática» involucra la adopción de medidas para lograr reducir las emisiones de carbono a cero en un plazo determinado y ejercer presión política a los gobiernos para que tomen conciencia sobre la situación de crisis ambiental existente.

## Historia
Luego del Acuerdo de París en abril de 2016, en Australia se inició la movilización por la declaración de emergencia climática a través de una carta abierta publicada en el periódico de Melbourne The Age el 23 de junio de 2016. La carta abierta fue firmada por 24 científicos, políticos, empresarios y ambientalistas australianos. En la carta abierta se comunicó lo siguiente:

At the Paris climate talks, scientists and people from low-lying island states set 1.5 °C of warming as a red line that must not be crossed. However, earlier this year, the global average temperature spiked past 1.6 °C of warming.

The bleaching of coral reefs around the world, increasing extreme weather events, the melting of large ice sheets and recent venting of methane from thawing permafrost make it abundantly clear that the earth is already too hot.
 

The future of human civilisation, and the survival of the precious ecosystems on which we depend, now hang in the balance.

There must be an immediate ban on new coal and gas developments and an emergency-speed transition to zero emissions.

We must begin the enormous task of safely drawing down the excess greenhouse gases already in the atmosphere.

We call on the new parliament to declare a climate emergency.
En las conversaciones sobre el clima en París, los científicos y las personas de los estados insulares de baja altitud establecieron en 1.5 °C de calentamiento como una línea roja que no debe cruzarse. Sin embargo, a principios de este año, la temperatura promedio mundial se disparó más allá de los 1.6 °C del calentamiento.

La decoloración de los arrecifes de coral en todo el mundo, el aumento de los fenómenos meteorológicos extremos, el derretimiento de grandes capas de hielo y la reciente descarga de metano del deshielo del permafrost dejan en claro que la Tierra ya está demasiado caliente.

El futuro de la civilización humana y la supervivencia de los preciosos ecosistemas de los que dependemos, ahora están en juego.

Debe haber una prohibición inmediata de nuevos desarrollos de carbón y gas y una transición a velocidad de emergencia a cero emisiones.

Debemos comenzar la enorme tarea de reducir de manera segura el exceso de gases de efecto invernadero que ya se encuentran en la atmósfera.

Pedimos al nuevo parlamento que declare una emergencia climática.
Carta abierta al Parlamento
Melbourne, Australia, 23 de junio de 2016

El 5 de diciembre de 2016 en sesión del consejo de la ciudad de Darebin en Victoria (Australia), se presentó y aprobó la moción por unanimidad de declarar el «estado de emergencia climática» en los siguientes términos:

Council recognises that we are in a state of climate emergency that requires urgent action by all levels of government, including by local councils.
El consejo reconoce que nos encontramos en un estado de emergencia climática que requiere acciones urgentes de todos los niveles de gobierno, incluyendo los consejos locales.
Consejo de la Ciudad de Darebin
Victoria, Australia, lunes 5 de diciembre de 2016

Darebin fue la primera ciudad en declarar el estado de emergencia climática. El 21 de agosto de 2017 en la ciudad de Darebin se aprobó el plan de emergencia climática que involucra implementar estrategias relacionadas con: soluciones climáticas (emisiones a cero de manera transversal en la economía y estilo de vida comunitario, remoción de CO2); adaptación y resiliencia climática; movilización, involucramiento y educación comunitaria y empresarial; incidencia política a gobiernos sobre política y estrategias climáticas a todo nivel en Australia e internacionalmente; e investigación sobre soluciones climáticas y estrategias de desarrollo.
El 21 de abril de 2019 la activista ambiental sueca Greta Thunberg habló ante el Parlamento británico declarando:

Los jóvenes no estamos sacrificando nuestra educación ni nuestra infancia para que vosotros nos digáis lo que consideráis que es políticamente posible en la sociedad que habéis creado. No hemos salido a las calles para que os hagáis selfies con nosotros y nos digáis cuánto admiráis lo que estamos haciendo. Los jóvenes estamos haciendo esto para que vosotros los adultos despertéis. Los jóvenes estamos haciendo esto para que pongáis vuestras diferencias a un lado y comencéis a actuar como lo haríais en una crisis. Los jóvenes estamos haciendo esto porque queremos recuperar nuestras esperanzas y nuestros sueños.
Greta Thunberg, ante el Parlamento británico
Londres, Inglaterra, martes 23 de abril de 2019

Luego de la declaración de Greta Thunberg ante el Parlamento británico, sumada a protestas estudiantes como Juventud por el clima y las manifestaciones de Extinction Rebellion, el 28 de abril de 2019, la primera ministra escocesa Nicola Sturgeon declaró el «estado de emergencia climática». El 1 de mayo el Parlamento del Reino Unido hizo lo mismo.
A finales de julio de 2019, más de 800 administraciones (sumando las estatales, regionales y locales) de 16 países habían declarado la emergencia climática y la medida era objeto de debate en lugares como España, Portugal, Polonia, India o la República Checa.
Entre las acciones planeadas por las administraciones implicadas se encuentran la prohibición de venta de coches diésel o gasolina a partir de 2030, el impulso de las energías renovables, la expansión de las redes de recarga de vehículos eléctricos, la prohibición de calderas de petróleo y gas, la prohibición de objetos de plástico de un solo uso o la plantación de árboles. Algunas declaraciones han sido criticadas por no incluir medidas concretas.
El 5 de noviembre de 2019 la revista BioScience publicó un artículo respaldado por más de 11.000 científicos procedentes de 153 países en el que se declaraba "de forma clara e inequívoca que el planeta Tierra se enfrenta a una emergencia climática".  Entre los firmantes se identificó a Mickey Mouse.
El 12 de diciembre de 2020, el Secretario General de Naciones Unidas, António Guterres instó a todos los líderes mundiales a declarar el Estado de Emergencia Climática en sus países hasta que se alcance la neutralidad de carbono.

## Entidades que lo han declarado

### Organismos supranacionales
- Unión Europea. El Parlamento Europeo declaró una "emergencia climática" en la Unión Europea (UE) el día 28 de noviembre de 2019 pidiendo a la Comisión Europea, a los gobiernos de la UE, y a todos los agentes mundiales que adopten con urgencia medidas para frenar esta amenaza.[40][41]

### Países

Países donde se ha declarado la emergencia climática (azul), o en alguna subdivisión (celeste). (Datos de diciembre de 2020)

- Irlanda (9 de mayo de 2019)[2]

- Canadá (17 de junio de 2019)[42][43]

- Francia (27 de junio de 2019)[44][45][nota 1]

- Argentina (declarado por el Senado el 17 de julio de 2019)[46]

- España (declarado por el Congreso el 17 de septiembre de 2019 y por el Gobierno el 21 de enero de 2020)[47][48][49]

- Austria (declarado por el Parlamento el 25 de septiembre de 2019)[50][51]

- Malta (declarado por el Parlamento de Malta el 22 de octubre de 2019)[52]

- Bangladés (declarado de forma unánime por el parlamento de Bangladés el 13 de noviembre de 2019.[53][nota 2]

- Italia (declarado por el Parlamento el 12 de diciembre de 2019)[54]

- Andorra (declarado de forma unánime por el Consell General el 23 de enero de 2020.[55]

- Maldivas (12 de febrero de 2020).[56]

- Corea del Sur (declarado por la Asamblea Nacional el 24 de septiembre de 2020).[57][58]

- Japón (declarado por el parlamento el 20 de noviembre de 2020)[59]

- Nueva Zelanda (declarado por el parlamento el 2 de diciembre de 2020)[60][61]

- Singapur (declarado por el parlamento el 1 de febrero de 2021)[62]

- Fiyi (declarado por el Parlamento el 24 de septiembre de 2021)

- Perú (declarado por el Gobierno el 21 de enero de 2022).[63]

### Otras administraciones
- En Reino Unido: El Parlamento del Reino Unido aprobó una moción presentada por el Partido Laborista que declara la emergencia, pero no es apoyada por el gobierno (1 de mayo de 2019).[19]
  -  Escocia (28 de abril de 2019)[1]
  -  Gales (29 de abril de 2019)[64]
- En Estados Unidos: 18 ciudades, entre ellas Nueva York (26 de junio de 2019),[65][66] Hayward (15 de enero de 2019), San Francisco y Chico (2 de abril de 2019).[67]
- En Australia: más de 17 de ciudades, incluyendo Sídney,[68] al 27 de junio de 2019.[69]
- En Canadá: 384 ciudades al mes de mayo de 2019, de las cuales 365 se encuentran en la provincia de Quebec.[3]
- En Francia: las ciudades de Mullhouse (9 de mayo de 2019),[3] Rennes[70] y París.[71]
- En España: las comunidades autónomas de Cataluña (7 de mayo de 2019),[72] Euskadi,[73] Canarias[74] e Islas Baleares[75] la Diputación Provincial de Granada,[76] la Diputación Provincial de Málaga[77] y las ciudades de San Cristóbal de la Laguna,[78] Sevilla,[79] Castro Urdiales,[80] Zaragoza,[81] Salobreña,[82] Lanzarote,[83] El Rosario,[84] Puerto de la Cruz,[85] Sagunto,[86] Zamora,[87] Madrid,[88] El Barco de Ávila,[89] Logroño,[90] Barcelona,[91] Tomelloso[92] y San Sebastián.[93]
- En Italia: la ciudad de Acri (29 de abril de 2019),[94] la ciudad de Milán (20 de mayo de 2019),[95] la ciudad metropolitana de Nápoles,[96] la ciudad de Lucca,[97] el Consiglio Regionale della Toscana[98] y la ciudad de Padua.[99]
- En Suiza: el semicanton de Basilea-Ciudad, los cantones de Jura y Vaud y las ciudades de Liestal, Olten y Delemont.[3]
- En Alemania: 68 ciudades, entre ellas Constanza (2 de mayo de 2019), Kiel (16 de mayo de 2019), Herford, Heidelberg (17 de mayo de 2019), Münster (22 de mayo de 2019), Telgte, Drensteinfurt, Erlangen, Bochum (6 de junio de 2019), Aquisgrán, Wiesbaden, Neumünster, Saarbrücken, Rüsselsheim am Main, Leverkusen, Potsdam, Berlín, Leipzig y Múnich.[100][101][102][103][104][105][106][107][108][109][110][111]
- En Nueva Zelanda: la región de Canterbury (16 de mayo de 2019).[112]
- En Bélgica: el municipio de Koekelberg[113] y la ciudad de Bruselas.[114]
- En Países Bajos las ciudades de Ámsterdam[115] y Utrecht.[116]
- En Austria la localidad de Traiskirchen[117]
- En Filipinas las localidades de Bacólod,[118] Tolosa[119] y Cebú.[120]
- En Polonia las ciudades de Varsovia[121] y Cracovia.[27]
- En Japón las ciudades de Iki[122] y Kamakura.[123]
- En Chile la ciudad de Hualpén.[124]
- En Eslovaquia la ciudad de Zlaté Moravce.[125]
- En Hungría la ciudad de Budapest.[126]
- En Brasil la ciudad de Recife.[127]
- En Corea del Sur la Provincia de Chungcheong del Sur[128]
- En Colombia la ciudad de Bogotá[129]
- En Suecia las ciudades de Lund[130] y Malmö[131]
- En Finlandia la ciudad de Helsinki[132]

### Organismos educativos
Universidad de Chile
Universidad Pedro de Valdivia
- Universidad Politécnica de Cataluña[9]
- Universidad de Barcelona[133]
- Universidad de Bristol[134]
- Universidad de Newcastle[135]
- Universidad Complutense de Madrid[136]
- Galerías Tate (17 de julio de 2019),[137] los directores se comprometieron a reducir la huella ecológica de sus 4 museos en 10% al 2023[138][139]

En julio de 2019 un grupo de instituciones de educación superior de 6 continentes anunciaron su declaración de emergencia climática y acordaron emprender un plan para afrontar la crisis.
Universidad de Sevilla se adhiere a la declaración de Estado de Emergencia Climática el 23 de julio de 2019

### Otras entidades notables
El papa Francisco declara una emergencia climática global en junio de 2019, en una reunión con ejecutivos petroleros.